# Violet Bonham Carter
Helen Violet Bonham Carter (född Asquith), född 15 april 1887, död 19 februari 1969, var en brittisk politiker.
Bonham Carter var dotter till H.H. Asquith och från 1915 gift med Maurice Bonham Carter.
Violet Bonham Carter var 1923-1925 och 1939-1945 president för Women's Liberal Federation och från 1944 president för den National Liberal Party. Bonham Carter, som under andra världskriget energiskt stödde Winston Churchills politik, var 1941-1946 chef för British Broadcasting Corporation.